# Alsodes montanus
Espèce
Synonymes
- Telmatobius montanus Lataste in Philippi, 1902

Statut de conservation UICN

 VU B1ab(ii,iii) : Vulnérable
Alsodes montanus est une espèce d'amphibiens de la famille des Alsodidae.

## Répartition et habitat
Cette espèce est endémique de l'Est de la région métropolitaine de Santiago au Chili. Elle se rencontre dans la cordillère des Andes entre 1 300 et 2 600 m d'altitude,. C'est une espèce très aquatique qui sort rarement l'eau.

## Publication originale
- Philippi, 1902 : Suplemento a los batracios Chilenos descritos en la Historia Fisica y Politica de Chile de don Claudio Gay, p. 1-161.